# Вірина Олександра Іванівна
Олександра Іванівна Ві́рина (справжнє прізвище Колтановська; нар. ?, Полтавська губернія — пом. 4 квітня 1926, Куковичі) — українська театральна акторка. Дружина оперного співака Василя Грицая, мати акторки Віри Віриної.

## Біографія
Народилася на Полтавщині. З 1882 року грала в трупі Марка Кропивницького, протягом 1883–1891 років грала у трупах Михайла Старицького, у 1891–1894, 1899, 1901–1902, 1905–1907 роках — Василя Грицая, у 1894–1895 роках — Панаса Саксаганського, у 1898 році — Дмитра Гайдамаки, у 1907–1908 роках — П. Юркевича, у 1909 році — Х. Свєтлова, в 1919 році — в Чернігівському українському радянському театрі (На валу). В останні роки життя керувала аматорськими гуртками на Чернігівщині. Померла 4 квітня 1926 року в селі Куковичах (тепер Корюківський район, Чернігівська область, Україна).

## Ролі
- Вустя, Солоха, Секлета, Настя («Ой, не ходи, Грицю, та й на вечорниці», «Різдвяна ніч», «За двома зайцями», «Юрко Довбиш» Михайла Старицького);
- Маруся («Дай серцю волю, заведе в неволю» Марка Кропивницького);
- Терпилиха («Наталка Полтавка» Івана Котляревського);
- Тетяна («Суєта» Івана Карпенка-Карого).

## В мистецтві
Поет Яків Жарко присвятив акторці вірші, які були опубліковані 18 січня 1888 року в «Вестнике литературном, политическом, научном, художественном». Того ж року драматург Микола Янчук присвятив їй п'єсу «Вихованець».